# Полунадеждин, Пётр Сергеевич
Пётр Сергеевич Полунадеждин (25.08.1905, Рязанская область — 01.01.1980, Рязанская область) — командир орудия танка 50 -го отдельного гвардейского тяжёлого танкового полка прорыва, гвардии старший сержант. Полный кавалер ордена Славы, в порядке перенаграждения.

## Биография
Родился 12 августа 1905 года в селе Орлово Ряжского уезда Рязанской губернии, ныне село Таптыково Ухоловского района Рязанской области, в крестьянской семье. Окончил 3 класса сельской школы. Работал в своём хозяйстве, женился. В 1931 году семья вступила в колхоз. Здесь Полунадеждин работал сначала рядовым колхозником, а с 1936 года — бригадиром огородно-овощеводческой бригады.
В августе 1941 года был призван в Красную Армию Ухоловским райвоенкоматом. Направлен в запасной танковый полк, затем — в полковую школу младших командиров. Получил специальность командира орудия тяжёлого танка.
В боевых действиях с марта 1943 года. Воевал на Волховском, Ленинградском и 1-м Белорусском фронтах, на танке Mk.IV «„Churchill“» в составе 50-го отдельного гвардейского тяжёлого танкового полка.
В июле 1944 года войска 1-го Белорусского фронта принимали участие в Люблин-Брестской операции, в результате которой советские войска перешли границу и вступили на территорию Польши. В этой операции, в боях за города Лукув, Седлец и Мшанск отличился командир орудия танка гвардии старший сержант Полунадеждин. 21 июля огнём из танковой пушки подавил миномётную батарею, вывел из строя штурмовое орудие, уничтожил свыше 10 противников.
Приказом от 29 июля 1944 года гвардии старший сержант Полунадеждин Пётр Сергеевич награждён орденом Славы 3-й степени.
К 7 августа танкисты форсировали реку Вислу в районе города Магнушев и поддерживали стрелковые подразделения, закрепившиеся на её левом берегу. В этих боях Полунадеждин подбил 3 вражеских танка, несколько орудий и пулемётных точек противника.
От Синявинских высот до реки Вислы танк Полунадеждина прошёл без капитального ремонта. Но под городом Варшава во время авианалёта противника танк был выведен из строя, экипаж контужен. После лечения в госпитале экипаж в полном составе возвратился в полк.
В январе 1945 года началась стратегическая наступательная Висло-Одерская операция. В ходе неё 11-й танковый корпус участвовал в освобождении польских городов Радом и Познань. 15 января 1945 года в районе города Мюльхаузен гвардии старший сержант Полунадеждин точным огнём танкового орудия уничтожил  свыше 10 солдат, подбил 4 штурмовых орудия, 1 танк, несколько автомашин.
Приказом от 8 марта 1945 года гвардии старший сержант Полунадеждин Пётр Сергеевич награждён орденом Славы 2-й степени.
За период боевых действий 16-25 апреля 1945 года гвардии старший сержант Полунадеждин от реки Одер до города Берлин истребил свыше отделения противников, подавил 4 орудия, 2 дзота, сжёг 4 танка, 3 штурмовых орудия, бронетранспортёр. До 2 мая экипаж Полунадеждина вместе со штурмовыми группами вёл уличные бои, уничтожая огневые точки противника и фаустников. Закончил войну в городе Берлине.
Приказом от 29 мая 1945 года гвардии старший сержант Полунадеждин Пётр Сергеевич награждён орденом Славы 2-й степени.
В 1945 году демобилизован. Вернулся на родину.
Указом Президиума Верховного Совета СССР от 19 августа 1955 года в порядке перенаграждения Полунадеждин Пётр Сергеевич награждён орденом Славы 1-й степени. Стал полным кавалером ордена Славы.
Работал в колхозе бригадиром-огородником, комбайнёром, возчиком молока, кладовщиком, после выхода на пенсию в июле 1968 года — пастухом.
Последние годы жил в городе Кораблино Рязанской области. Скончался 1 января 1980 года. Похоронен на кладбище города Кораблино.